# Klaus Bachler
Pour les articles homonymes, voir Bachler.
Klaus Bachler, né le 27 juillet 1991 à Unzmarkt-Frauenburg en Autriche, est un pilote automobile autrichien qui a notamment participé à différentes manches du championnat américain WeatherTech SportsCar Championship ainsi qu'au Championnat du monde d'endurance FIA.

## Biographie
En 2014, pour débuter l'année, Klaus Bachler participe, pour une seconde fois, aux 24 Heures de Daytona grâce à l'écurie américaine Dempsey Racing, écurie appartenant au célèbre acteur américain Patrick Dempsey. C'est au volant d'une Porsche 911 GT America que l'équipage s'élance, mais au 601e tour, l'auto doit abandonner. Ensuite, Klaus Bachler prend part, pour la première fois, au Championnat du monde d'endurance FIA au sein de l'écurie allemande Proton Competition. Il a comme coéquiper Christian Ried, le propriétaire de l'écurie, et Khaled Al Qubaisi. Cette première saison se solde par une 2e place de la catégorie LMGTE Am aux 24 Heures du Mans ainsi que par une 3e place lors des 6 Heures du circuit des Amériques. Il marque 111 points durant la saison et finit 5e dans le classement des pilotes LMGTE Am.
En 2015, pour la seconde année consécutive, Klaus Bachler participe au Championnat du monde d'endurance FIA. Bien qu'il soit toujours dans la même structure, le nom de l'écurie à évolué pour devenir le Abou Dabi-Proton Racing. Pour cette saison, comme lors de la précédente, il a comme coéquiper Christian Ried et Khaled Al Qubaisi. Les performances obtenues durant cette saison sont moins bonnes et c'est seulement lors de la dernière manche de la saison, aux 6 Heures de Bahreïn, que l'équipage réussit à monter sur la seconde marche du podium.
En 2016, Klaus Bachler ne réussit pas à obtenir un volant pour le Championnat du monde d'endurance FIA. C'est donc avec un rôle de remplaçant qu'il participe aux 6 Heures de Silverstone au sein de l'écurie Abou Dabi-Proton Racing. Il finit l'épreuve en dernière position au classement général, mais en 5e position dans la catégorie LMGTE Am.

## Palmarès

### Résultats aux24 heures du Mans
| Année | Écurie                  | Copilotes                          | Voiture         | Classe   | Tours | Pos. | Class Pos. |
| ----- | ----------------------- | ---------------------------------- | --------------- | -------- | ----- | ---- | ---------- |
| 2014  | Proton Competition      | Christian Ried Khaled Al Qubaisi   | Porsche 911 RSR | LMGTE Am | 332   | 21e  | 2e         |
| 2015  | Abou Dabi-Proton Racing | Christian Ried Khaled Al Qubaisi   | Porsche 911 RSR | LMGTE Am | 44    | Abd. | Abd.       |
| 2017  | Proton Competition      | Stéphane Lémeret Khaled Al Qubaisi | Porsche 911 RSR | LMGTE Am | 18    | Abd. | Abd.       |

### Résultats aux24 Heures de Daytona
| Année | Écurie                         | Copilotes                                                                 | Voiture                | Classe | Tours | Pos. | Class Pos. |
| ----- | ------------------------------ | ------------------------------------------------------------------------- | ---------------------- | ------ | ----- | ---- | ---------- |
| 2013  | Snow Racing/Wright Motorsports | Sascha Maassen Marco Seefried Madison Snow Melanie Snow                   | Porsche 911 GT3 Cup    | GT     | 668   | 19e  | 11e        |
| 2014  | Dempsey Racing                 | Christian Engelhart (en) Rolf Ineichen Lance Willsey                      | Porsche 911 GT America | GTD    | 601   | Abd. | Abd.       |
| 2015  | Konrad Motorsport              | Christopher Zöchling Christian Engelhart (en) Lance Willsey Rolf Ineichen | Porsche 911 GT America | GTD    | 176   | Abd. | Abd.       |
| 2019  | NGT Motorsport                 | Sven Müller Alfred Renauer (de) Juergen Haering Steffen Goerig            | Porsche 911 GT3 R      | GTD    | 47    | Abd. | Abd.       |

### Résultats enChampionnat du monde d'endurance FIA
| Année | Écurie                  | Châssis         | Moteur                    | Classe   | 1     | 2     | 3        | 4     | 5     | 6   | 7     | 9     | 9   | Position | Points |
| ----- | ----------------------- | --------------- | ------------------------- | -------- | ----- | ----- | -------- | ----- | ----- | --- | ----- | ----- | --- | -------- | ------ |
| 2014  | Proton Competition      | Porsche 911 RSR | Porsche 4,0 L Flat-6 Atmo | LMGTE Am | SIL 4 | SPA 4 | LMS 2    | COA 3 | FUJ 4 | SHA | BHR 4 | SÃO 4 |     | 5e       | 111    |
| 2015  | Abou Dabi-Proton Racing | Porsche 911 RSR | Porsche 4,0 L Flat-6 Atmo | LMGTE Am | SIL 5 | SPA 4 | LMS Abd. | NÜR   | CDA   | FUJ | SHA 5 | BHR 2 |     | 11e      | 46     |
| 2016  | Abou Dabi-Proton Racing | Porsche 911 RSR | Porsche 4,0 L Flat-6 Atmo | LMGTE Am | SIL 5 | SPA   | LMS      | NÜR   | MEX   | CDA | FUJ   | SHA   | BHR | 16e      | 11     |